# Indianapolis 500 in 1956
De Indianapolis 500 1956 werd gehouden op 30 mei op het circuit van Indianapolis. Het was de derde race van het seizoen. Het was ook een race die deel uitmaakte van het wereldkampioenschap Formule 1 in 1956.

## Uitslag
| Pos. | Grid | Nr. | Coureur                | Constructeur             | Kwalificatie (mijl / uur) | Rangschikking | Rondes | Leiding | Tijd / Oorzaak uitval | Punten |
| ---- | ---- | --- | ---------------------- | ------------------------ | ------------------------- | ------------- | ------ | ------- | --------------------- | ------ |
| 1    | 1    | 8   | Pat Flaherty           | Watson-Offenhauser       | 145,59                    | 1             | 200    | 127     | 3:53:28.84            | 8      |
| 2    | 13   | 4   | Sam Hanks              | Kurtis Kraft-Offenhauser | 142,05                    | 21            | 200    | 0       | +0:20.45              | 6      |
| 3    | 26   | 16  | Don Freeland           | Phillips-Offenhauser     | 141,69                    | 22            | 200    | 4       | +1:30.23              | 4      |
| 4    | 6    | 98  | Johnnie Parsons        | Kurtis Kraft-Offenhauser | 144,14                    | 7             | 200    | 16      | +3:25.69              | 3      |
| 5    | 4    | 73  | Dick Rathmann          | Kurtis Kraft-Offenhauser | 144,47                    | 6             | 200    | 0       | +4:21.81              | 2      |
| 6    | 10   | 1   | Bob Sweikert           | Kuzma-Offenhauser        | 143,03                    | 12            | 200    | 0       | +5:35.05              |        |
| 7    | 23   | 14  | Bob Veith              | Kurtis Kraft-Offenhauser | 142,53                    | 16            | 200    | 0       | +6:25.63              |        |
| 8    | 15   | 19  | Rodger Ward            | Kurtis Kraft-Offenhauser | 141,17                    | 27            | 200    | 0       | +6:32.31              |        |
| 9    | 21   | 26  | Jimmy Reece            | Lesovsky-Offenhauser     | 142,88                    | 14            | 200    | 0       | +6:38.31              |        |
| 10   | 30   | 27  | Cliff Griffith         | Stevens-Offenhauser      | 141,47                    | 24            | 199    | 0       | +1 Ronde              |        |
| 11   | 22   | 82  | Gene Hartley           | Kuzma-Offenhauser        | 142,84                    | 15            | 196    | 0       | +4 Rondes             |        |
| 12   | 7    | 42  | Fred Agabashian        | Kurtis Kraft-Offenhauser | 144,06                    | 8             | 196    | 0       | +4 Rondes             |        |
| 13   | 25   | 57  | Bob Christie           | Kurtis Kraft-Offenhauser | 142,23                    | 20            | 196    | 0       | +4 Rondes             |        |
| 14   | 28   | 55  | Al Keller              | Kurtis Kraft-Offenhauser | 141,19                    | 26            | 195    | 0       | +5 Rondes             |        |
| 15   | 32   | 81  | Eddie Johnson          | Kuzma-Offenhauser        | 139,09                    | 32            | 195    | 0       | +5 Rondes             |        |
| 16   | 29   | 41  | Billy Garrett          | Kuzma-Offenhauser        | 140,55                    | 30            | 194    | 0       | +6 Rondes             |        |
| 17   | 33   | 64  | Duke Dinsmore          | Kurtis Kraft-Offenhauser | 138,53                    | 33            | 191    | 0       | +9 Rondes             |        |
| 18   | 3    | 7   | Pat O'Connor           | Kurtis Kraft-Offenhauser | 144,98                    | 4             | 187    | 39      | +13 Rondes            |        |
| 19   | 19   | 2   | Jimmy Bryan            | Kuzma-Offenhauser        | 143,74                    | 9             | 185    | 0       | +15 Rondes            |        |
| 20   | 2    | 24  | Jim Rathmann           | Kurtis Kraft-Offenhauser | 145,12                    | 3             | 175    | 0       | Motor                 |        |
| 21   | 31   | 34  | Johnnie Tolan          | Kurtis Kraft-Offenhauser | 140,06                    | 31            | 173    | 0       | Motor                 |        |
| 22   | 5    | 99  | Tony Bettenhausen      | Kurtis Kraft-Offenhauser | 144,60                    | 5             | 160    | 0       | Ongeluk               |        |
| 23   | 14   | 10  | Ed Elisian Eddie Russo | Kurtis Kraft-Offenhauser | 141,38                    | 25            | 160    | 0       | Remmen                |        |
| 24   | 16   | 48  | Jimmy Daywalt          | Kurtis Kraft-Offenhauser | 140,97                    | 28            | 134    | 0       | Ongeluk               |        |
| 25   | 24   | 54  | Jack Turner            | Kurtis Kraft-Offenhauser | 142,39                    | 18            | 131    | 0       | Motor                 |        |
| 26   | 20   | 89  | Keith Andrews          | Kurtis Kraft-Offenhauser | 142,97                    | 13            | 94     | 0       | Transmissie           |        |
| 27   | 9    | 5   | Andy Linden            | Kurtis Kraft-Offenhauser | 143,05                    | 11            | 90     | 0       | Olielek               |        |
| 28   | 27   | 12  | Al Herman              | Kurtis Kraft-Offenhauser | 141,61                    | 23            | 74     | 0       | Ongeluk               |        |
| 29   | 17   | 49  | Ray Crawford           | Kurtis Kraft-Offenhauser | 140,88                    | 29            | 49     | 0       | Ongeluk               |        |
| 30   | 12   | 15  | Johnny Boyd            | Kurtis Kraft-Offenhauser | 142,33                    | 19            | 35     | 0       | Olielek               |        |
| 31   | 11   | 53  | Troy Ruttman           | Kurtis Kraft-Offenhauser | 142,48                    | 17            | 22     | 3       | Spin                  |        |
| 32   | 18   | 88  | Johnny Thomson         | Kuzma-Offenhauser        | 145,54                    | 2             | 22     | 0       | Spin                  |        |
| 33   | 8    | 29  | Paul Russo             | Kurtis Kraft-Novi        | 143,54                    | 10            | 21     | 11      | Ongeluk               | 1S     |

## Noot
- Dit was het debuut in het Formule 1 Wereldkampioenschap voor de Amerikaanse coureurs Mike Magill, Jim McWithey, Bill Cheesbourg, Dempsey Wilson, Johnny Baldwin, Dickie Reese, Gig Stephens, Marvin Pifer, Len Sutton, Buddy Cagle, Jay Abney, George Amick, Bob Veith, Jack Turner, en Billy Garrett.
- Eerste pole position voor Pat Flaherty.
- Eerste snelste ronde en rondes als raceleider voor Paul Russo.
- Eerste rondes als raceleider voor Pat O'Connor.
- Eerste rondes als raceleider, podiumplaats en Grand Prix-winst voor Pat Flaherty.
- Eerste podiumplaats voor Don Freeland.

Grand Prix Formule 1 van de Verenigde Staten: 1908 · 1910 · 1911 · 1912 · 1914 · 1915 · 1916 · 1959 · 1960 · 1961 · 1962 · 1963 · 1964 · 1965 · 1966 · 1967 · 1968 · 1969 · 1970 · 1971 · 1972 · 1973 · 1974 · 1975 · 1976 · 1977 · 1978 · 1979 · 1980 · 1989 · 1990 · 1991 · 2000 · 2001 · 2002 · 2003 · 2004 · 2005 · 2006 · 2007 · 2012 · 2013 · 2014 · 2015 · 2016 · 2017 · 2018 · 2019 · 2021 · 2022 · 2023 · 2024 · 2025 · 2026

Indianapolis 500: 1950 · 1951 · 1952 · 1953 · 1954 · 1955 · 1956 · 1957 · 1958 · 1959 · 1960

Grand Prix Formule 1 van de Verenigde Staten West: 1976 · 1977 · 1978 · 1979 · 1980 · 1981 · 1982 · 1983

Grand Prix Formule 1 van Las Vegas: 1981 · 1982 · 2023 · 2024 · 2025

Grand Prix Formule 1 van de Verenigde Staten Oost: 1982 · 1983 · 1984 · 1985 · 1986 · 1987 · 1988

Grand Prix Formule 1 van Dallas: 1984

Grand Prix Formule 1 van Miami: 2022 · 2023 · 2024 · 2025 · 2026 · 2027 · 2028 · 2029 · 2030 · 2031
1911 · 1912 · 1913 · 1914 · 1915 · 1916 · 1917 · 1918 · 1919 · 1920 · 1921 · 1922 · 1923 · 1924 · 1925 · 1926 · 1927 · 1928 · 1929 · 1930 · 1931 · 1932 · 1933 · 1934 · 1935 · 1936 · 1937 · 1938 · 1939 · 1940 · 1941 · 1942 · 1943 · 1944 · 1945 · 1946 · 1947 · 1948 · 1949 · 1950 · 1951 · 1952 · 1953 · 1954 · 1955 · 1956 · 1957 · 1958 · 1959 · 1960 · 1961 · 1962 · 1963 · 1964 · 1965 · 1966 · 1967 · 1968 · 1969 · 1970 · 1971 · 1972 · 1973 · 1974 · 1975 · 1976 · 1977 · 1978 · 1979 · 1980 · 1981 · 1982 · 1983 · 1984 · 1985 · 1986 · 1987 · 1988 · 1989 · 1990 · 1991 · 1992 · 1993 · 1994 · 1995 · 1996 · 1997 · 1998 · 1999 · 2000 · 2001 · 2002 · 2003 · 2004 · 2005 · 2006 · 2007 · 2008 · 2009 · 2010 · 2011 · 2012 · 2013 · 2014 · 2015 · 2016 · 2017 · 2018 · 2019 · 2020 · 2021 · 2022 · 2023 · 2024